# Tymon Dogg
Tymon Dogg (Formby, 1950) è un violinista, chitarrista e pianista britannico.
Fu coinvolto nella musica fin dagli anni sessanta e distribuì un suo singolo dal titolo The Bitter Thoughts of Little Jane. Tymon era un amico di vecchia data di Joe Strummer oltre ad essere anche un suo collaboratore. Infatti si unì al suo gruppo, gli 101'ers dove suona il violino, successivamente suona e canta una canzone dei Clash (gruppo seguente di Joe) dal nome di Lose This Skin nell'album Sandinista! pubblicato nel 1980 e nel 2002 entra a far parte del terzo gruppo di Joe: i Mescaleros. In un'intervista successiva alla morte di Joe Strummer, 2002, Tymon confessò di voler continuare a comporre musica. Dogg si mise anche nei panni di attore girando una parte nel film Black Hawk Down - Black Hawk abbattuto. Nel marzo del 2006, Tymon entra a far parte di una band chiamata The Quikening e suona nel suo debutto allo Spitz nell'East End di Londra.

## Discografia
- Tymon Dogg (1976)

1. I Caught You Dancing
2. Too Small To Lead Too Big Too Follow
3. A Beautiful Waste Of Time
4. Beneath A Bare Tree
5. Suffer Our Way To The Stars
6. Too Late And A Minute Too Soon
7. The Wheel Of Life And Death
8. Coming To Meet
9. Sick As A Dog
10. Love Breathe Me

- Battle of Wills (1982)

1. Firefishes
2. Once You Know
3. Safeway People
4. Locks & Bolts & Hinges
5. Battle Of Wills
6. Sirens
7. Brandy Love
8. Too Far To Touch The Ground
9. Low Down Dirty Weakness
10. Get Your Hands Off Me
11. Legal Thief
12. Golden Rain

- Relentless (1989)

1. I Don't Want To Be Poor
2. You Turned Your Back On the Sun
3. Scrape of a Deal
4. Will You Come Back
5. May the Life I Live
6. Thought
7. Wood to Gold
8. Something to Prove
9. Who Forgot to Stop the First World War
10. Game of a Man
11. Neck of the Ox
12. Land of Does and Doesn't Fit
13. Upset the Misery

### Altre partecipazioni
- 1967 - The Bitter Thoughts of Little Jane - Uno dei primi singoli di Tymon, recentemente pubblicato da "Nuggets II"
- 1970 - And Now She Says She's Young/I'm Just A Travelling Man, singolo
- 1980 - The Clash - Sandinista!, voce in Lose This Skin, suona il violino
- 1981 - Ian Hunter - Short Back 'n' Sides, suona il violino
- 1981 - Ellen Foley - Spirit of St. Louis, scrive due strofe in Beautiful Waste of Time, Game of a Man e Indestructible
- 1982 - Birth Of The Y
- 1982 - The Clash - Combat Rock, inserito nei crediti dell'album
- 1985 - The Poison Girls - The Price of Grain and the Price of Blood, suona il violino
- 1997 - Suona al Black Horse Music Festival sotto il nome di Step Murray
- 2000 - Entra nel gruppo di Joe Strummer and the Mescaleros

(Note prese da http://www.strummersite.com Archiviato il 6 giugno 2014 in Internet Archive.)